# 돈 노우드
돈 노우드(Dohn Norwood, 1974년 7월 3일 ~ )는 미국의 영화배우, 텔레비전 배우이다.

## 방송
- 헬 온 휠즈 5
- 헬 온 휠즈 4
- 헬 온 휠즈 3
- 헬 온 휠즈 2
- 헬 온 휠즈 1